# Comisión Nacional de la Competencia
La Comisión Nacional de la Competencia (hasta el 1 de septiembre de 2007, Tribunal de Defensa de la Competencia) era un órgano del sistema español de defensa de la competencia, establecido por la Ley 15/2007, de 3 de julio, de Defensa de la Competencia (LDC). La Comisión Nacional de la Competencia (CNC) es un organismo público encargado de preservar, garantizar y promover la existencia de una competencia efectiva en los mercados en el ámbito nacional. Es una institución independiente del Gobierno, que integra a los antiguos Servicio y Tribunal de Defensa de la Competencia. La CNC ejerce sus funciones en el ámbito de todo el territorio español y en relación con todos los mercados o sectores productivos de la economía.
En 2013, la Comisión Nacional de la Competencia se integró en la Comisión Nacional de los Mercados y la Competencia.

## Composición
Presidente
- Luis Berenguer Fuster (hasta septiembre de 2011)
- Joaquín García Bernaldo de Quirós (2011-)[1]

Consejeros Actuales
- Pilar Sánchez Núñez
- Julio Costas Comesaña
- M.ª Jesús González López
- Inmaculada Gutiérrez Carrizo
- Luis Díez Martín

Consejeros anteriores
- Miguel Cuerdo
- Emilio Conde
- Fernando Torremocha
- Paloma Ávila de Grado

Directores de Investigación
- Carlos Pascual (hasta septiembre de 2008)
- Clara Guzmán Zapater (2008-)

## Funciones de la CNC
Fundamentalmente son tres los pilares en los que se basa la actuación de la Comisión Nacional de la Competencia: a) la persecución de las conductas anticompetitivas, b) el control de las operaciones de concentración económica y c) la promoción de la competencia.
Por lo que se refiere a la persecución de las conductas anticompetitivas, la Ley de Defensa de la Competencia prohíbe dos tipos de conductas: las conductas colusorias (art. 1) y los abusos de posición de dominio (art.2). Se considera colusorio y, por lo tanto, prohibido por la Ley todo acuerdo, decisión o recomendación colectiva que tenga por objeto, produzca o pueda producir el efecto de impedir, restringir o falsear la competencia. En cuanto al abuso de posición de dominio, la Ley no sanciona la mera posición dominante, puesto que ésta puede ser resultado de un buen desempeño empresarial, sino un abuso de la misma que pretenda restringir la libre competencia debilitando a los competidores, obstaculizando la entrada a otras empresas o aplicando condiciones injustas a clientes o proveedores. La CNC puede sancionar también los actos de competencia desleal que, por falsear de manera sensible la libre competencia, afecten al interés público (art.3).
Mediante el control de las operaciones de concentración económica la CNC puede prohibir o condicionar determinadas operaciones de fusión o adquisición de empresas que supongan una alteración de la estructura de los mercados contraria al mantenimiento de una competencia efectiva. La notificación a la Comisión Nacional de la Competencia de las operaciones de concentración es obligatoria cuando se superan ciertos umbrales en términos de cuotas de mercado o volumen de ventas.
Por último, las tareas de promoción de la competencia de la CNC se concretan en el impulso de la competencia en aquellos sectores en los que se encuentre restringida, a través de la realización de informes sectoriales, que suelen incluir propuestas de liberalización, desregulación o modificación normativa. En muchas ocasiones, el destinatario de dichos informes es la Administración Pública, analizando la legislación en vigor y los proyectos normativos para determinar si de ellos se derivan o podrían derivarse consecuencias negativas para la competencia.